# Frank W. Bubb Sr.
Frank Bubb (născut Frank W. Bubb, Sr.), (n. 3 iulie 1892 – d. 3 mai 1961) a fost un om de știință și matematician la Universitatea din Washington. A fost parte a echipei de cercetători care a dezvoltat ciclotronul unde s-a produs primul lot de plutoniu pentru  Proiectul Manhattan, utilizat pentru bomba atomică. 

## Legături externe
- Frank W. Bubb Sr.'s obituary